# ジュール・ロマン
ジュール・ロマン（Jules Romains, 1885年8月26日 - 1972年8月14日）は、フランスの作家、詩人、ユナニミスム文学運動の主導者。本名、ルイ・アンリ・ジャン・ファリグール（Louis Henri Jean Farigoule）。

## 生涯
1885年、オート＝ロワール県、サン＝ジュリアン＝シャトゥイユに生まれ、直後に、小学校教員の父の転勤でパリに移り、のち、コンドルセ高等中学校（Lycée Condorcet）に学んだ。1902年高等師範学校（École Normale Supérieure）に進み、哲学の大学教授資格を得て1909年卒業後、1919年まで各地の教職を務めた。
高等中校時代、雑踏の中でユナニミスム（Unanimism 、『一体主義』）を感得したという。高等師範学校時代の1906年、ユナニミスムの小説『新しい町』を出版し、また、ジョルジュ・デュアメル、シャルル・ヴィルドラックら『アベイ派』と、親交を結んだ。デュアメルらは、1906年から1908年、パリ南東クレテイユの『クレテイユ僧院』（Abbaye de Créteil）に籠もって理想主義的文学共同生活を営み、『アベイ派』と呼ばれた。
このユナニミスムに基づき、詩集『一体生活』(1908年)、 『歌と祈り』、小説『ある男の死』(1911年)、『仲間たち』(1913年)などを執筆。1922年 - 1929年の三部作小説『プシュケ』、1923年の、戯曲『ル・トルーアデック氏の放蕩』、戯曲『クノック』などで、文名を確かにした。
1914年の第一次世界大戦勃発を契機に、政治問題にも関心を抱き、1927年、「国民総動員」的法律への抗議運動に加わり、1931年の『今日の問題』、1933年の『ヨーロッパの問題』などの評論も発表した。エドゥアール・ダラディエの急進社会党と近く、人民戦線を支持して、スペイン内戦のフランコやナチスのヒトラーへの宥和政策に反対した。
1932年から1946年にかけ、全27巻の大河小説『善意の人々』を出版した。これは1908年のオーストリア＝ハンガリー帝国がボスニア、ヘルツェゴヴィナの併合から1946年までを舞台として、当時の世界の「広大な光景を、政治的、経済的、思想的、その他の見地から描き出そうとした」ユナニミスムによる小説で、「多くの筋がいずれも同等の価値をもち、どれもが中心的でなく、同時的、並置的、交差的に発展させられている」もので、多くの登場人物たちがいるが「主要なのは集団であり、総和であり、これらの人々はその総和を構成する一分子であるにすぎない」という特徴があり、ロジェ・マルタン・デュ・ガール『チボー家の人々』と並ぶ代表的な大河小説とされ、かつてギネスブックにおいて「最も長い小説」として認定されていたことがある。その中では、第一次世界大戦中のヴェルダンの戦いを題材にした15巻「ヴェルダン序曲」16巻「ヴェルダン」が代表的な作品であり、人気も高い。
1936年から1941年まで、国際ペンクラブの会長を務めた。
1939年の第二次世界大戦開戦とともにアメリカ合衆国へ亡命し、反ナチズムをラジオで訴え、1941年からはメキシコで、在ラテンアメリカ・フランス人協会（IFAL）を組織した。『善意の人々』も第二次世界大戦中はアメリカで出版が継続された。
1945年、シャルル・ド・ゴール首相やジョルジュ・デュアメルに薦められ、アカデミー・フランセーズ会員への立候補をメキシコで表明し、翌1946年11月7日に認められ、同年帰国した。
1962年には、アルジェリアの独立を進めるドゴール大統領を、支持した。
その後も、1970年の回想録『友情と出会い』に至るまで、執筆活動を続け、1972年、パリに没した。
レジオンドヌール勲章グラントフィシエ、芸術文化勲章コマンドゥール、教育功労章コマンドゥールを授与された。

「クノック、あるいは医学の勝利」1923年上演時ポスター

## 主な作品
- 1904年：人の心（L'Âme des Hommes）、詩集
- 1906年：新しい町（Le bourg régénéré）、小説
- 1908年：一体生活（La Vie unanime）、詩集
- 1911年：ある男の死（Mort de quelqu'un）、小説
- 1913年：歌と祈り（Odes et prières）、詩集
- 1913年：仲間たち（Les Copains）、小説
- 1914年：ヴィレットの岸で（Sur les Quais de la Villette）、小説
- 1916年：ヨーロッパ（Europe）、詩集
- 1920年：ふるさとクロムデール（Cromedeyre-le-Vieil）、戯曲
  - ジャック・コポーの演出により、1920年3月27日、初演。
- 1923年：ル・トルーアデック氏の放蕩（Monsieur Le Trouhadec saisi par la débauche）、戯曲
  - ルイ・ジューヴェ一座により、1923年3月12日、初演。
- 1923年：クノック、あるいは医学の勝利（フランス語版）（Knock ou le triomphe de la médecine）戯曲
  - ルイ・ジューヴェ一座により、1923年12月14日、初演。
- 1922年 - 1929年：プシケ（Psyché）、三部作の小説
  - 1.リュシエンヌ（Lucienne）（1922）、2.肉体の神（Le Dieu des corps）（1928）、3.船が……（Quand le navire...）（1929）
- 1925年：ル・トルーアデック氏の結婚（Le mariage de Le Trouhadec）、戯曲
  - ルイ・ジューヴェ一座により、1925年1月31日、初演。
- 1926年：独裁者デメトリオス（Le dictateur Démétrios）戯曲
  - ルイ・ジューヴェ一座により、1925年10月9日、初演。
- 1926年：ジャン・ル・モーフランク（Jean Le Maufranc）、戯曲
  - ジョルジュ・ピトエフ（Georges Pitoëff）一座により、1926年、初演。
- 1929年：ヴォルポーネ（Volpone）、ベン・ジョンソン作、シュテファン・ツヴァイク脚色を更に脚色、戯曲
  - シャルル・デュラン一座により1928年、初演。
- 1930年：アメデと靴磨き台上の諸君（Amédée et les Messieurs en rang）、戯曲
  - ルイ・ジューヴェ一座により、1923年12月14日、初演。
- 1930年：きらめき（La Scintillante）
  - ルイ・ジューヴェ一座により、1924年10月6日、初演。
- 1930年：ドノゴー＝トンカ（Donogoo-Tonka）、戯曲
  - ルイ・ジューヴェの演出により、1930年10月15日、初演。
- 1932年 - 1946年：善意の人々（Les Hommes de bonne volonté）、27巻の大河小説
- 1931年：今日の問題（Problèmes d'aujourd'hui）、評論
- 1931年：仮面の王（Le roi masqué）、戯曲
  - ルイ・ジューヴェの演出により、1931年、初演。
- 1933年：ヨーロッパの問題（Problèmes européens）、評論
- 1940年：ヨーロッパの7つの謎（Sept mystères du destin de l'Europe）、評論
- 1947年：第一義の問題（Le problème No.1）、評論
- 1956年：ジョルファニオンの息子たち（Le Fils de Jerphanion）、小説（邦題『もだえ ― 若き世代のドラマ』）
- 1961年：偉大なる正直者（Un grand honnête homme）、小説
- 1962年：無名の人々の肖像（Portraits d'inconnus）、短編集
- 1970年：友情と出会い（Amitiés et rencontres）、回想録

## 日本語訳された作品

### 訳書
- 『クノック ― 医学の勝利』、岩田豊雄訳、白水社(1927)、新潮文庫(1957)
- 『或る男の死 他一篇』山内義雄訳、白水社（1938）
- 『プシケ』（第1‐3部）青柳瑞穂訳、新潮文庫（1955）
- 『ル・トルデアック氏の放蕩』岩田豊雄訳（岩田豊雄創作翻訳戯曲集中の一篇）新潮社（1963）
- 『ボールポヌ』長谷川義雄訳、立命館出版部（1935）
- 『アメデと靴磨き台上の諸君』岩田豊雄訳（現代世界戯曲選集1中の一篇）白水社（1958）
- 「善意の人々1、2（十月六日・キネットの犯罪・幼き戀・パリのエロス）」川崎竹一訳、『三笠書房現代世界文学全集2』3（1954）
- 『十月六日』（『善意の人々』の1）権守操一訳、創元社（1941）
- 「ヴェルダン」（『善意の人々』の16）山内義雄訳、新潮社現代世界文学全集33（1958）
- 『欧羅巴の七つの謎』清水俊二訳、六興商会出版部（1941）
- 『もだえ ― 若き世代のドラマ』川崎竹一訳、大日本雄弁会講談社（1957）
- 「新しい町」山内義雄訳『世界文学大系92』筑摩書房（1964）

### 戯曲上演
- クノック - 医学の勝利、新劇協会（1927.4）帝国ホテル演芸場 翻訳・演出:岩田豊雄

1938年3月、文学座第一回公演の演目としても上演された。
- ル・トレアデック氏の放蕩、名古屋の美術座（1928.11）新守座
- 医師クノック、劇団昴（1982）